# 潘启胜
潘启胜（1965年1月—），男，湖北鄂州人，中华人民共和国政治人物。

## 生平
1984年7月参加工作。1992年4月加入中国共产党。潘启胜出任湖北长江出版集团董事长和党委书记期间，通过一名港商结交赖小民，有一次赖小民回江西省老家，潘启胜还专程从武汉市赶去拜会，两人又由上述港商牵线，华融集团控股企业、长江传媒等数家公司合股，成立了“北京通金所资产管理公司”，主营业务是P2P互联网金融。
2017年12月，潘启胜担任中共孝感市委书记。2019年8月，湖北省委第一巡视组进驻孝感市开展巡视工作；11月6日，潘启胜的简历信息从孝感市政府官方网站上撤下；11月7日，湖北省纪委监委对潘启胜进行纪律审查和监察调查。潘启胜落马后，他的黑社会老大背景和包养20多名情妇遭到媒体起底。2021年1月6日，潘启胜被开除公职和中国共产党党籍。

## 家庭
潘启胜已婚并且有一个儿子；他和湖北电视台一名叶姓的主持人有一个私生女。潘启胜的儿子、侄儿及私生女3人都在英国学习，他给他们在英国成立了一个长江传媒的子公司，负责他子女亲属的生活开支。